# 宣恩县各级文物保护单位列表
以下为中华人民共和国湖北省恩施土家族苗族自治州宣恩县各级文物保护单位列表。

## 全国重点文物保护单位
| 名称           | 分类   | 时代 | 地点 | 公布 | 图片 |
| -------------- | ------ | ---- | ---- | ---- | ---- |
| 彭家寨古建筑群 | 古建筑 | 清   |      |      |      |

## 湖北省文物保护单位
- 施南宣抚司旧址
- 彭家寨
- 小茅坡营苗寨
- 宣恩风雨桥
- 伍家台贡茶园
- 观音堂
- 张官铺侗寨
- 庆阳凉亭街
- 箭竹坪手工榨油坊
- 两河口县苏维埃政府旧址
- 禹王宫古戏楼
- 黑龙河石拱桥